# Sciomesa venata
Sciomesa venata är en fjärilsart som beskrevs av Fletcher 1961. Sciomesa venata ingår i släktet Sciomesa och familjen nattflyn. Inga underarter finns listade.